# 101 далматинац (филм из 1961)
101 далматинац (енгл. 101 Dalmatians) је амерички анимирани филм из 1961. филмске компаније Волт Дизни, снимљен по мотивима из истоименог романа Доди Смит.

## Радња
Понго је далматинац који живи у Лондону заједно са својим власником, музичаром Роџером. Уморан од самачког живота, Понго одлучује да им пронађе одговарајуће партнерке. Гледајући кроз прозор, на улици примећује младу девојку Аниту како шета Пердиту, која је такође далматинац. Понго успева да натера Роџера да га одведе до парка, где се он и Анита упознају и заљубљују, и на крају и венчавају.
После неког времена, Пердита рађа 15 штенаца, а породицу исте вечери посећује Круела де Вил, Анитина бивша школска другарица. Она предлаже да откупи далматинце за велику суму новца, али Роџер одбија предлог, упркос финансијским потешкоћама са којима се породица суочава.
Убрзо потом, Круела унајмљује браћу Хораса и Џаспера да киднапују кучиће. Пошто полиција не успева да пронађе лопове, Понго и Пердита обраћају се другим псима у Лондону за помоћ.
Стари енглески овчар Пуковник заједно са сивим коњем Капетаном и мачком Наредником Тибсом примећује Понгову и Пердитину децу у Круелиној вили заједно са многим другим далматинцима, од којих она ускоро планира да направи капут. Вест убрзо стиже до Понга и Пердите, који се упућују према Круелнијој кући, решени да избаве своје штенце у чему им помажу Пуковник и Тибс.
Иако су успели да спасу својих 15 кучића, Понго и Пердита сазнају каква судбина чека остале и одлучују да их све усвоје, сигурни да Роџер и Анита неће имати ништа против. Друге животиње им помажу да се врате кући, али Круела и њени помоћници су им за петама. Да би их обманули, далматинци одлучују да прекрију своја тела чађу како би изгледали попут црних лабрадор ретривера.
Далматинци се смештају у комби који се креће према Лондону, али истопљени снег брише чађ са њиховог крзна и Круела их примећује. Потера поново почиње, али се завршава срећно по далматинце који се враћају Анити и Роџеру. Они их дочекују широм раширених руку, и одлучују да новац који је Роџер зарадио хит песмом о Круели искористе како би купили велику кућу у коју ће моћи да стане 101 далматинац.